# Hang Guilá Naquitz
Hang Guilá Naquitz ở Oaxaca, Mexico là nơi sinh trưởng sớm của một số loại cây lương thực, bao gồm teosinte (một tổ tiên của ngô), bí từ chi Cucurbita, bầu bí (Lagenaria siceraria), và đậu. Cucurbita, bầu (Lagenaria siceraria), và đậu ve. Địa điểm này là vị trí của những bằng chứng được biết đến sớm nhất về sự thuần hóa của bất kỳ cây trồng nào trên lục địa, Cucurbita pepo, cũng như sự thuần hóa được biết đến sớm nhất của ngô.
Bằng chứng đại hóa thạch cho cả hai loại cây trồng có mặt trong hang động. Tuy nhiên, trong trường hợp ngô, các nghiên cứu hạt phấn và phân bố địa lý ngô hiện đại cho thấy ngô được thuần hóa ở một khu vực khác của Mexico.

## Vị trí
Hang động 5 km (3,1 mi) về phía tây bắc của Mitla ở chân vách đá tăng 300 m (980 ft) phía trên tầng thung lũng bán kiến ở độ cao 1.926 m (6,319 ft). Có năm tầng sâu đến 140 cm (55 in). Lối vào hang động là 8 nhân 10 mét (26 nhân 33 ft). Nó nằm ở cực đông của Thung lũng Oaxaca.

## Con người sinh sống
Trong khi những bằng chứng đầu tiên của con người trong Hang Guilá Naquitz có niên đại khoảng 10.750 năm, thì người dân không tiếp tục sinh sống và không kéo dài một năm. Con người đã ngừng sống trong hang khoảng 500 TCN. Con người sống trong hang sáu khoảng thời gian riêng biệt từ khoảng 10750 đến 8.900 năm TCN và một lần nữa từ khoảng 1.300 đến 500 năm BP. Những cư dân trước đây là những người hái lượm gốm trước đây chỉ sống trong hang từ tháng 8 đến tháng 10 - tháng 12.

## Thuần hóa cây trồng
Các bằng chứng được biết đến sớm nhất về sự thuần hóa của Cucurbita, bản địa châu Mỹ, có niên đại từ 8.000-10.750 năm TCN, trước khi thuần hóa các loại cây trồng khác như ngô và đậu trong khu vực khoảng 4.000 năm. Bằng chứng này được tìm thấy trong Hang Guilá Naquitz và bốn hang động Mexico khác trong một loạt các cuộc khai quật vào những năm 1960, có thể bắt đầu vào năm 1959.
Các cuộc khai quật tiếp theo tại địa điểm Guilá Naquitz được thực hiện vào những năm 1970 bởi một nhóm nghiên cứu do Kent V. Flannery thuộc Đại học Michigan đứng đầu. Sau đó, phương pháp tính niên đại chính xác hơn bằng cách sử dụng máy đo phổ khối gia tốc cung cấp ngày cụ thể hơn. Bằng chứng vừng chắc của C. pepo được thuần hóa đã được tìm thấy trong Hang Guilá Naquitz ở dạng tăng độ dày vỏ và các nhánh lớn hơn trong các lớp phân tầng mới hơn của hang. Bởi khoảng 8.000 năm TCN, C. pepo được tìm thấy thường xuyên dày hơn 10 mm (0,39 in). Cuống của Cucurbita hoang luôn dưới ngưỡng 10 mm (0,39 in) này. Những thay đổi về hình dạng và màu sắc quả cho thấy sự sinh sản cố ý của C. pepo xảy ra không quá 8.000 năm TCN. Trong cùng một khung thời gian, độ dày vỏ trung bình tăng từ 0,84 mm (0,033 in) lên 1,15 mm (0,045 in).
Quá trình phát triển kiến thức nông nghiệp về canh tác cây trồng diễn ra trong khoảng 5.000–6.500 năm ở Trung Bộ châu Mỹ. Bí được thuần hóa đầu tiên, với ngô thứ hai và sau đó đậu được thuần hóa, trở thành một phần của hệ thống canh tác bầu bạn Ba Chị em.